# Zuidelijke keizerlibel
De zuidelijke keizerlibel (Anax parthenope) is een echte libel (Anisoptera) uit de familie van de glazenmakers (Aeshnidae). Het is een grote zuidelijke soort, die in Nederland nog zeldzaam is maar steeds vaker wordt gezien. Het is een zeer mobiele en zwerflustige soort.
De wetenschappelijke naam van de soort werd in 1839 als Aeshna parthenope gepubliceerd door Edmond de Selys Longchamps.

## Kenmerken
De zuidelijke keizerlibel is een zeer variabel gekleurde soort. De grondkleur van het achterlijf is meestal grotendeels bruin, maar soms ook donkergrijs, donkerblauw of paarsig. Over de achterlijfsrug loopt een zwarte lengtestreep. Aan de basis van segment 2 bevindt zich een gele ring. Het borststuk is eenkleurig bruin, vaak met grijze, groenige, of violette tint, maar nooit helder groen. Bij het mannetje zijn segment 2 en het begin van 3 hemelsblauw gekleurd, wat een opvallend ‘zadel’ vormt. Dit zadel steekt meestal opvallend af bij de rest van de achterlijfskleur. De blauwe kleur van het zadel is ook aan de zijkanten van de segmenten zichtbaar. Bij het vrouwtje is de kleur van het achterlijf zeer variabel, meestal zonder duidelijk zadel. De vleugels hebben meestal een doorzichtige bruine vlek, die beperkt is tot de tophelft van de vleugels.

De lichaamslengte van volwassen dieren ligt tussen 62 en 75 millimeter. De larve is groot tot zeer groot (48–54 mm) met een lang halsvormig ingesnoerd prementum en ovaalvormige ogen met een licht gebogen achterrand.

## Vliegtijd
De vliegtijd van de zuidelijke keizerlibel is van begin juni tot en met eind augustus.

## Gedrag en voortplanting
De larven leven in allerlei stilstaande wateren, vooral grotere wateren met veel begroeiing en zandige bodems. Hierbij leeft de larve tussen de waterplanten in de ondiepe oeverzone. De larven overwinteren een of twee keer. Het uitsluipen gebeurt in Zuid-Europa vanaf het vroege voorjaar tot laat in de zomer, maar in Nederland vermoedelijk van juni tot en met augustus. Zuidelijke keizerlibellen zijn schuw en vliegen vaak ver uit de kant boven het open water, of hoog boven het land. Ze laten zich moeilijk vangen, waardoor alle kenmerken met behulp van een verrekijker moeten worden genoteerd. Dit vereist oefening. Eiafzet vindt in tandem plaats. Dit in tegenstelling tot de grote keizerlibel (Anax imperator), waarvan het vrouwtje de eitjes solitair afzet. De eitjes worden meestal afgezet in drijvend plantenmateriaal.

## Habitat
Het habitat van de zuidelijke keizerlibel bestaat meestal uit (vrij) grote plassen met een goed ontwikkelde oevervegetatie. Zwervers kunnen ook elders worden verwacht. Op grond van de Nederlandse waarnemingen van 2001 tot en met 2007, kan gezegd worden dat de meeste waarnemingen komen van grote plassen. In tegenstelling tot de Grote keizerlibel wordt de soort in Nederland weinig bij vaarten of kleinere plassen gezien. In het zuiden van Europa is hij minder kritisch. Daar vindt voortplanting ook plaats in stromend water en in kleinere wateren, onder andere poelen, sloten, leemgroeven, oude rivierarmen en kleine afgravingen.

## Verspreidingsgebied
Het verspreidingsgebied van de zuidelijke keizerlibel loopt oostelijk tot in China en Japan; zuidelijk tot in de Sahara. In Europa komt de soort voor in grote delen van Zuid- en Midden- en Oost-Europa en is het meest algemeen in het Middellandse Zeegebied. In Nederland is de zuidelijke keizerlibel zeldzaam, maar hij wordt jaarlijks op meerdere plaatsen waargenomen, en voortplanting is vastgesteld in 2010. Zwervers kunnen in heel Nederland worden waargenomen. In de noordelijke provincies is het aantal waarnemingen schaars.

## Verwante en gelijkende soorten
Blauwe exemplaren van de zuidelijke keizerlibel lijken veel op de grote keizerlibel (Anax imperator); bruine exemplaren lijken op de zadellibel (Anax ephippiger). Vooral de vrouwtjes zijn lastig van deze soorten te onderscheiden. De zadellibel heeft net als zuidelijke keizerlibel een opvallend blauw 'zadel' (vooral de mannetjes). Het achterlijf van de zadellibel is echter oranje tot zandkleurig en is bovendien dunner. Bij mannetjes van de zuidelijke keizerlibel loopt het 'zadel' door over de zijkanten van het achterlijfssegment, terwijl dit bij mannetjes zadellibel alleen boven op het achterlijf zit. Mannetjes van de grote keizerlibel hebben geen duidelijk 'zadel', vrouwtjes soms wel een beetje. Beide geslachten zijn echter van de zuidelijke keizerlibel te onderscheiden door de grasgroene kleur van het borststuk en detailverschillen in de koptekening en (bij mannetjes) achterlijfsaanhangselen. Vrouwtjes van de zuidelijke keizerlibel hebben bovendien twee kleine doorntjes achter de ogen.
In het larvenstadium lijkt de soort ook sterk op de grote keizerlibel. De verschillen zitten hem met name in de geslachtskenmerken. De ovipositor bij vrouwtjes van de grote keizerlibel is langer en smaller. De mannelijke projectie is bij de grote keizerlibel redelijk lang.

## Bedreigingen en bescherming
De soort staat op de Rode Lijst van de IUCN als niet bedreigd, beoordelingsjaar 2010; de trend van de populatie is volgens de IUCN stabiel.
De zuidelijke keizerlibel komt niet voor op de Nederlandse Rode Lijst (2004). Op de Belgische Rode Lijst (1998) geldt hij als zwerver en zich niet jaarlijks voortplantend.